# Qualifications à la Coupe d'Afrique des nations de football 2012, groupe J
Le groupe J des qualifications à la Coupe d'Afrique des nations de football 2012 est une compétition qualificative pour la phase finale de la Coupe d'Afrique des nations de football 2012, qui se déroule en janvier et février 2012 en Gabon et en Guinée équatoriale.

## Classement
| Rang | Équipe        | Pts | J | G | N | P | Bp | Bc | Diff |  | Résultats (▼ dom., ► ext.) |     |     |     |     |
| ---- | ------------- | --- | - | - | - | - | -- | -- | ---- |  | -------------------------- | --- | --- | --- | --- |
| 1    | Angola        | 12  | 6 | 4 | 0 | 2 | 7  | 5  | +2   |  | Angola                     |     | 2-0 | 1-0 | 1-0 |
| 2    | Ouganda       | 11  | 6 | 3 | 2 | 1 | 6  | 2  | +4   |  | Ouganda                    | 3-0 |     | 0-0 | 2-0 |
| 3    | Kenya         | 8   | 6 | 2 | 2 | 2 | 4  | 4  | 0    |  | Kenya                      | 2-1 | 0-0 |     | 2-1 |
| 4    | Guinée-Bissau | 3   | 6 | 1 | 0 | 5 | 2  | 8  | -6   |  | Guinée-Bissau              | 0-2 | 0-1 | 1-0 |     |

## Résultats
| 1re journée                  | Guinée-Bissau    | 1 - 0   | Kenya | Estádio 24 de Setembro, Bissau |                             |
| 4 septembre 2010 16h00 UTC+0 | Dionisio 76e     | (0 - 0) |       | Arbitrage : Bennaceur Kacem    | Arbitrage : Bennaceur Kacem |
| 4 septembre 2010 16h00 UTC+0 | Feuille de match |         |       | Arbitrage : Bennaceur Kacem    | Arbitrage : Bennaceur Kacem |

| 4 septembre 2010 | Ouganda                                  | 3 - 0   | Angola | Mandela National Stadium, Kampala                 |                                                   |
| 16h00 UTC+4      | Obua 35e · Mwesigwa 57e · Sserunkuma 87e | (1 - 0) |        | Spectateurs : 38 000 Arbitrage : Samir O. Mahmoud | Spectateurs : 38 000 Arbitrage : Samir O. Mahmoud |
| 16h00 UTC+4      | Feuille de match                         |         |        | Spectateurs : 38 000 Arbitrage : Samir O. Mahmoud | Spectateurs : 38 000 Arbitrage : Samir O. Mahmoud |

| 2e journée                 | Kenya            | 0 - 0 | Ouganda | Kasarani Stadium, Nairobi |                           |
| 9 octobre 2010 16h00 UTC+3 |                  |       |         | Arbitrage : Badara Diatta | Arbitrage : Badara Diatta |
| 9 octobre 2010 16h00 UTC+3 | Feuille de match |       |         | Arbitrage : Badara Diatta | Arbitrage : Badara Diatta |

| 9 octobre 2010 | Angola              | 1 - 0   | Guinée-Bissau | Estádio 11 de Novembro, Luanda |                             |
| 16h00 UTC+1    | Gilberto 23e (pen.) | (1 - 0) |               | Arbitrage : Koman Coulibaly    | Arbitrage : Koman Coulibaly |
| 16h00 UTC+1    | Feuille de match    |         |               | Arbitrage : Koman Coulibaly    | Arbitrage : Koman Coulibaly |

| 3e journée               | Kenya                     | 2 - 1   | Angola      | Centre sportif international Moi, Nairobi      |                                                |
| 26 mars 2011 16h00 UTC+3 | Mohammed 53e · Mariga 87e | (0 - 1) | Manucho 18e | Spectateurs : 30 000 Arbitrage : Kokou Djaoupe | Spectateurs : 30 000 Arbitrage : Kokou Djaoupe |
| 26 mars 2011 16h00 UTC+3 | Feuille de match          |         |             | Spectateurs : 30 000 Arbitrage : Kokou Djaoupe | Spectateurs : 30 000 Arbitrage : Kokou Djaoupe |

| 26 mars 2011 | Guinée-Bissau    | 0 - 1   | Ouganda  | Estádio 24 de Setembro, Bissau |  |
| 16h30 UTC+0  |                  | (0 - 1) | Obua 22e |                                |  |
| 16h30 UTC+0  | Feuille de match |         |          |                                |  |

| 4e journée              | Ouganda                   | 2 - 0   | Guinée-Bissau | Mandela National Stadium, Kampala |  |
| 4 juin 2011 16h00 UTC+3 | Walusimbi 45e · Massa 64e | (1 - 0) |               |                                   |  |
| 4 juin 2011 16h00 UTC+3 | Feuille de match          |         |               |                                   |  |

| 5 juin 2011 | Angola           | 1 - 0   | Kenya | Estádio 11 de Novembro, Luanda |                          |
| 16h30 UTC+0 | Manucho 69e      | (0 - 0) |       | Arbitrage : Eddy Maillet       | Arbitrage : Eddy Maillet |
| 16h30 UTC+0 | Feuille de match |         |       | Arbitrage : Eddy Maillet       | Arbitrage : Eddy Maillet |

| 5e journée                   | Kenya                     | 2 - 1   | Guinée-Bissau   | Centre sportif international Moi, Nairobi |  |
| 3 septembre 2011 16h00 UTC+3 | Baraza 59e · Oliech 90+3e | (0 - 0) | De Carvalho 83e |                                           |  |
| 3 septembre 2011 16h00 UTC+3 | Feuille de match          |         |                 |                                           |  |

| 4 septembre 2011 | Angola                   | 2 - 0   | Ouganda | Estádio 11 de Novembro, Luanda |                                |
| 16h00 UTC+1      | Manucho 57e · Flávio 73e | (0 - 0) |         | Arbitrage : Bouchaïb El Ahrach | Arbitrage : Bouchaïb El Ahrach |
| 16h00 UTC+1      | Feuille de match         |         |         | Arbitrage : Bouchaïb El Ahrach | Arbitrage : Bouchaïb El Ahrach |

| 6e journée                 | Guinée-Bissau    | 0 - 2   | Angola                  | Estádio 24 de Setembro, Bissau |  |
| 7 octobre 2011 14h00 UTC+0 |                  | (0 - 1) | Manucho 8e · Mateus 70e |                                |  |
| 7 octobre 2011 14h00 UTC+0 | Feuille de match |         |                         |                                |  |

| 7 octobre 2011 | Ouganda          | 0 - 0   | Kenya | Mandela National Stadium, Kampala |  |
| 17h00 UTC+3    |                  | (0 - 0) |       |                                   |  |
| 17h00 UTC+3    | Feuille de match |         |       |                                   |  |

## Buteurs
19 buts ont été inscrits en 12 rencontres dans le groupe J.
3 buts
2 buts
- David Obua
- Manucho Gonçalves

1 but
- Dionisio Fernandes Mendes
- Andrew Mwesiwha
- Geoffrey Sserunkuma
- Godfrey Walusimbi
- Geofrey Massa
- Sebastião Gilberto
- Jamal Mohammed
- McDonald Mariga